# Dolna Bošava
Dolna Bošava (en macédonien Долна Бошава) est un village du sud de la Macédoine du Nord, situé dans la commune de Kavadarci. Le village comptait 25 habitants en 2002.

## Démographie
Lors du recensement de 2002, le village comptait :
- Macédoniens : 25